# Exodontiella deserticola
Exodontiella deserticola är en stekelart som beskrevs av Robert A.Wharton 1977. Exodontiella deserticola ingår i släktet Exodontiella och familjen bracksteklar. Inga underarter finns listade i Catalogue of Life.